# Dhu l-Nun
Dhu l-Nun fou emir danishmendita de Kayseri, fill i successor en aquesta ciutat i el seu entorn del seu pare Malik Muhammad el 1142.
El 1142 va lluitar contra els seus oncles Yaghi-Basan Yaqub Arsian de Bebastea i Ayn al-Dawla de Melitene. Mas'ud d'Iconium, sultà seljúcida, va donar suport a Dhu l-Nun. L'atac de Konya a Malatya (17 de juny) i el setge (fins al 14 de setembre) no van reeixir.
El 1158 l'emperador romà d'Orient Manuel I Comnè va imposar la seva sobirania Dhu l-Nun, i a l'any següent (1159) es va iniciar la guerra entre romans d'Orient i Kilidj Arslan II de Konya. El segrest per Yaghibasan de Sivas de la promesa del sultà Kilidj Arslan, filla de l'emir saltúquida (o saltúkida) d'Erzurum, la qual fou casada a Dhu l-Nun, va encendre també la guerra entre els danixmendites i els seljúcides de Rum.
Mort Yaghibasan de Sivas el 1164, la seva vídua es va casar amb el nebot de Dhu l-Nun, Ismail ibn Ibrahim, de 16 anys, que fou proclamat emir amb l'oposició de Dhu l-Nun que es va aliar a Konya. El 1172 una revolució de palau va causar la mort d'Ismail i la seva muller, i va portar al tron a Dhu l-Nun, que fou cridat a Sivas des de Kayseri. Així Dhu l-Nun va reunificar dos dels emirats: Sivas i Kayseri. Inicialment estava aliat a Kilidj Arslan de Konya però l'entesa amb Kilidj no fou duradora i la guerra entre ambdós es va reprendre. Dhu l-Nun va demanar ajut al seu sogre Nur al-Din, atabeg de Damasc i emir zengita de Mosul, que va forçar la retirada de Kilidj Arslan. Nur al-Din es va retirar deixant una guarnició de suport a Sivas.
Mort Nur al-Din el 1174, Rum va ocupar Sivas, la vall de l'Iris (amb Tokat i Komana) i finalment d'Amasya, anant a assetjar el darrer reducte, Neocesarea. Dhu l-Nun va demanar ajut a Manuel I Comnè, però la columna romana de socors fou derrotada. Neocesarea fou ocupada i Dhu l-Nun empresonat (va morir presoner algun temps després).